# Liste des ponts sur le Lot
Cette liste contient les ponts présents sur le Lot. Elle est donnée de l'aval vers son amont et précise pour chaque pont le nom des communes qu'il relie en commençant par celle située sur la rive gauche du cours d'eau.

## Liste
| Nom                                         | Notice | Illustration                                | Localisation                             | Coordonnées                 | Type                            | Fonction     | Longueur | Date        |
| ------------------------------------------- | ------ | ------------------------------------------- | ---------------------------------------- | --------------------------- | ------------------------------- | ------------ | -------- | ----------- |
| pont sur le Lot de Castelmoron-sur-Lot      | 1 2    | pont sur le Lot de Castelmoron-sur-Lot      | Castelmoron-sur-Lot et Le Temple-sur-Lot | 44° 23′ 45″ N, 0° 29′ 39″ E | Pont en arc par-dessus (en)     |              | 158 m    |             |
| pont des Cieutats                           | 1 2    | pont des Cieutats                           | Villeneuve-sur-Lot                       | 44° 24′ 23″ N, 0° 42′ 13″ E | Pont en maçonnerie, Pont en arc | Pont routier |          |             |
| pont de la Libération de Villeneuve-sur-Lot | 1 2    | pont de la Libération de Villeneuve-sur-Lot | Villeneuve-sur-Lot                       | 44° 24′ 17″ N, 0° 42′ 21″ E |                                 |              | 100,03 m | 1919        |
| pont Valentré                               | 1 2    | pont Valentré                               | Cahors                                   | 44° 26′ 42″ N, 1° 25′ 54″ E | Pont en maçonnerie, Pont en arc |              | 172 m    | 1350        |
| viaduc autoroutier sur le Lot               |        |                                             | Arcambal et Lamagdelaine                 | 44° 27′ 35″ N, 1° 30′ 09″ E |                                 |              | 534 m    |             |
| Pont de Port-d'Agrès (d)                    | 1      |                                             | Saint-Parthem et Flagnac                 | 44° 36′ 45″ N, 2° 15′ 22″ E |                                 |              | 91 m     |             |
| pont d'Estaing                              | 1      | pont d'Estaing                              | Estaing et Sébrazac                      | 44° 33′ 11″ N, 2° 40′ 19″ E |                                 |              |          |             |
| pont Vieux                                  | 1      | pont Vieux                                  | Espalion                                 | 44° 31′ 21″ N, 2° 45′ 49″ E | Pont en maçonnerie              |              |          |             |
| pont Notre-Dame de Mende                    | 1 2    | pont Notre-Dame de Mende                    | Mende                                    | 44° 31′ 18″ N, 3° 29′ 51″ E |                                 |              |          | XIIe siècle |